# Tschertsche (Kamjanez-Podilskyj)
Tschertsche (ukrainisch und russisch Черче, polnisch Czercze) ist ein Dorf im Süden der ukrainischen Oblast Chmelnyzkyj mit etwa 700 Einwohnern (2001).

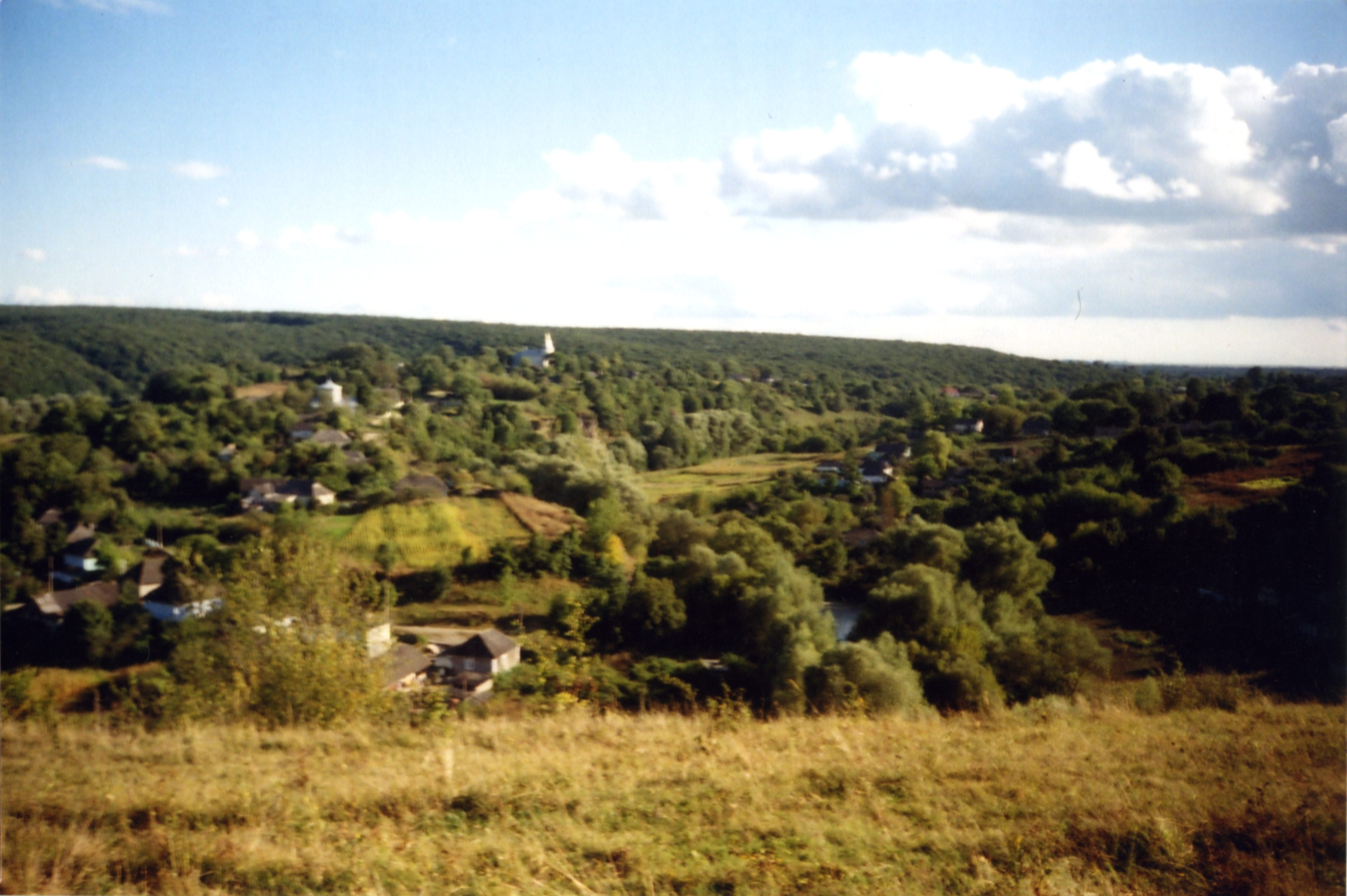
Blick auf das Dorf

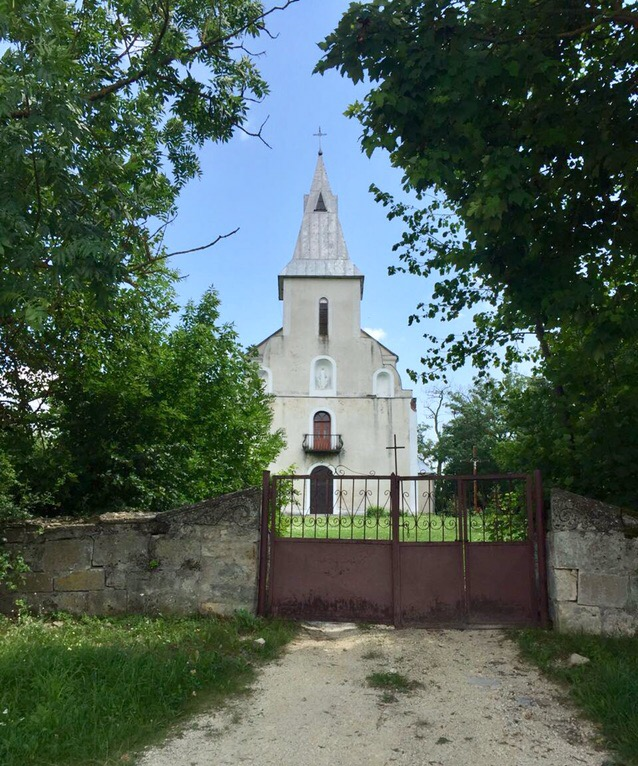
Röm.-kath. Kirchengebäude aus dem 17. Jahrhundert

Das Dorf liegt in der historischen Landschaft Podolien und liegt auf einer Höhe von 211 m am Ufer des Smotrytsch, einem 168 km langen, linken Nebenfluss des Dnister, 27 km südöstlich vom Gemeindezentrum Tschemeriwzi und 77 km südwestlich vom Oblastzentrum Chmelnyzkyj.
Am 15. September 2016 wurde das Dorf ein Teil der neugegründeten Siedlungsgemeinde Tschemeriwzi, bis dahin war es ein Teil der Landratsgemeinde Salutschtschja (Залучанська сільська рада/Salutschanska silska rada) im Südosten des Rajons Tschemeriwzi.
Am 17. Juli 2020 kam es im Zuge einer großen Rajonsreform zum Anschluss des Rajonsgebietes an den Rajon Kamjanez-Podilskyj.